# Панама (Небраска)
Панама (англ. Panama) — селище (англ. village) в США, в окрузі Ланкастер штату Небраска. Населення — 235 осіб (2020).

## Географія
Панама розташована за координатами 40°35′59″ пн. ш. 96°30′40″ зх. д. / 40.59972° пн. ш. 96.51111° зх. д. (40.599806, -96.511171).  За даними Бюро перепису населення США в 2010 році селище мало площу 0,73 км², уся площа — суходіл.

## Демографія
Згідно з переписом 2010 року, у селищі мешкало 256 осіб у 90 домогосподарствах у складі 66 родин. Густота населення становила 348 осіб/км².  Було 100 помешкань (136/км²).
Расовий склад населення:
| - 98,4 % — білих - 0,8 % — чорних або афроамериканців - 0,4 % — азіатів |

До двох чи більше рас належало 0,4 %. Частка іспаномовних становила 0,0 % від усіх жителів.
За віковим діапазоном населення розподілялося таким чином: 32,4 % — особи молодші 18 років, 56,3 % — особи у віці 18—64 років, 11,3 % — особи у віці 65 років та старші. Медіана віку мешканця становила 38,0 року. На 100 осіб жіночої статі у селищі припадало 113,3 чоловіків;  на 100 жінок у віці від 18 років та старших — 103,5 чоловіків також старших 18 років.
Середній дохід на одне домашнє господарство  становив 64 465 доларів США (медіана — 62 500), а середній дохід на одну сім'ю — 78 796 доларів (медіана — 73 333). Медіана доходів становила 37 083 долари для чоловіків та 41 250 доларів для жінок. За межею бідності перебувало 13,4 % осіб, у тому числі 32,4 % дітей у віці до 18 років та 0,0 % осіб у віці 65 років та старших.
Цивільне працевлаштоване населення становило 167 осіб. Основні галузі зайнятості: освіта, охорона здоров'я та соціальна допомога — 24,6 %, будівництво — 16,8 %, публічна адміністрація — 11,4 %, виробництво — 11,4 %.